# Hydra 70

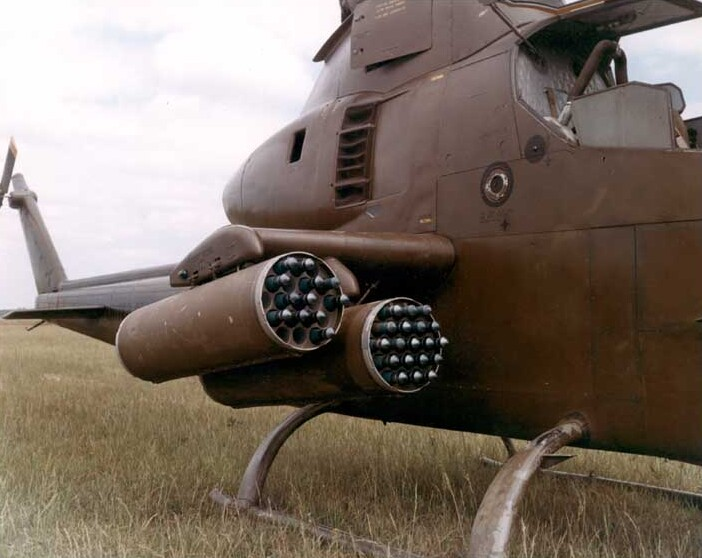
Hydra 70-raketer på en AH-1 -helikopter

Hydra 70-raketen är ett vapen som utvecklats från 2,75" (70mm) "Folding-Fin Aerial Rocket"-raketen (FFAR) som utvecklades av den amerikanska flottan för användning som en friflygande raket under det sena 1940-talet.